# Masonite

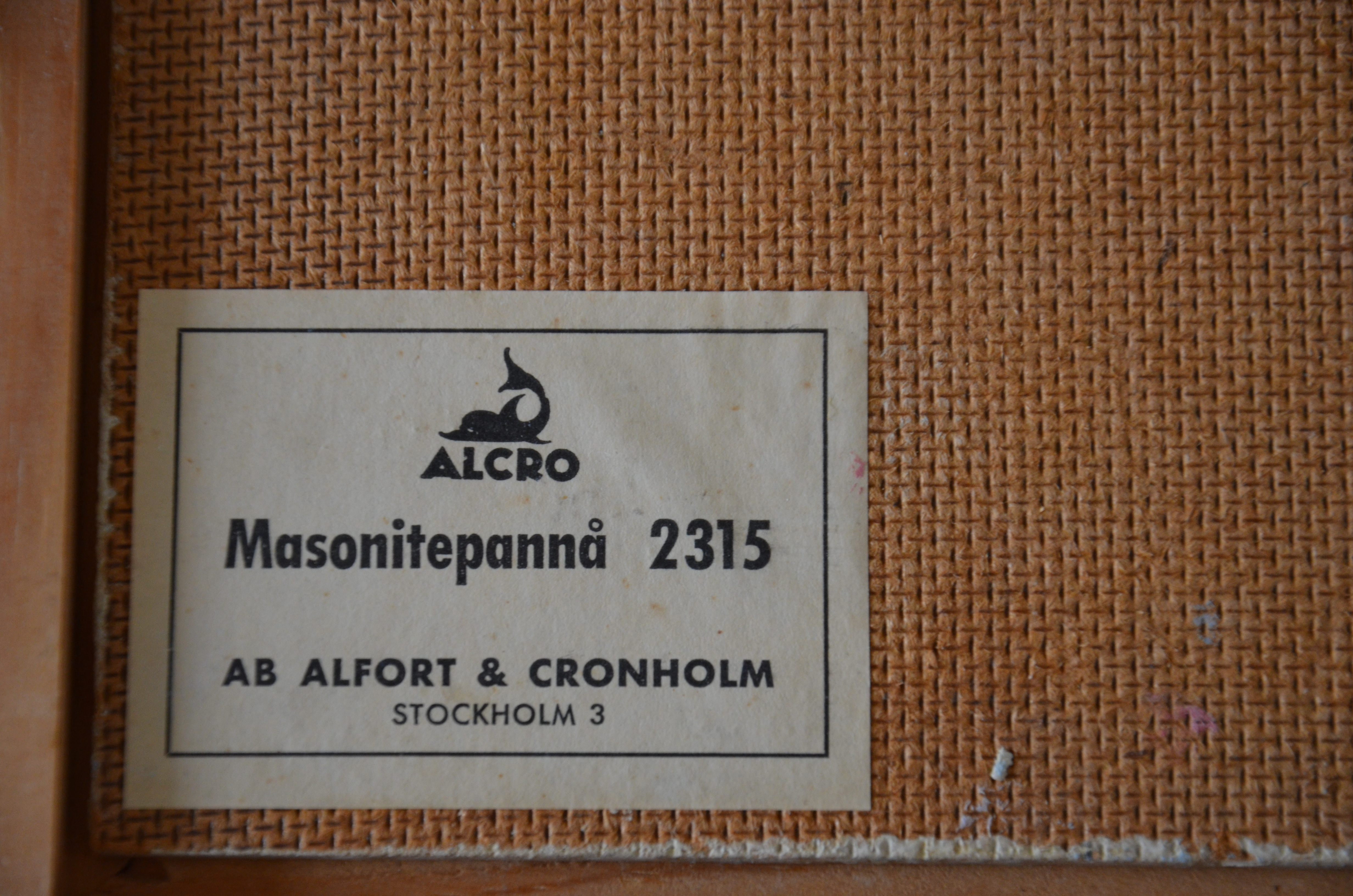
Baksidan av en pannå från Masonite AB

Masonite AB, med tillverkning i Rundvik, var licenstagare för Masonite-träfiberskivor och Sveriges första boardtillverkare. 
Åren 1924-25 uppfann den amerikanske ingenjören William Henry Mason, delvis genom en händelse, en metod att tillverka träfiberplattor genom att frigöra träets lignin och använda det som bindemedel vid hoppressning med ånga till tunna fiberplattor. Den unge svenske ingenjören Arne Asplund  praktiserade sommaren 1927 hos Mason i Laurel i Mississippi och fick sedan vid sin hemresa till Sverige i uppdrag av Mason att intressera investerare i Sverige för att uppföra en masonitfabrik. Arne Asplund kom i kontakt med grosshandlaren Carl Wikström, huvudägare i Nordmalings Ångsågs AB i Rundvik, vilket vid denna tidpunkt hade ekonomiska problem. Detta ledde till att Wikström hösten 1927 reste till Mississippi och kunde sluta det första licensavtalet om tillverkningsrätt för den så kallade masonmetoden, enligt Masons patent och med varumärket Masonite.
En masonitfabrik uppfördes på sågverkets fabriksområde i Rundvik, vilken var Sveriges första träfiberskivefabrik och den första masonitfabriken utanför USA. Arne Asplund var en av de ansvariga för byggnationen av fabriken, som startade sin produktion 1929.
Tillverkningskapaciteten utökades efter hand och produktionen var som störst 1970, då en tredje produktionslinje tagits i bruk. Under 1970-talet pressades fabriken av högre kostnad för energi och de två äldsta av de tre tillverkningslinjerna stängdes. 
År 1966 fick masonitfabriken namnet Masonite AB. Från 1982 ingick den i Rottneroskoncernen. Efter det att dess fiberskivfabriker försatts i konkurs fortsatte dock Rundvik produktionen med nya ägare och under det tidigare namnet Masonite AB. År 2006 köptes Masonite AB av det norska företaget Byggma ASA.
Masonite AB gick i konkurs i april 2011. Masonittillverkningen i Rundvik lades ned, men kvar blev Masonite Beams AB inom Byggmagruppen, som tillverkar I-balkar i träfiber. På samma fabriksområde finns också det numera av SCA ägda sågverket kvar. I oktober 2011 köptes tidigare Masonite AB:s fabriksbyggnader och maskiner till det nybildade Masonite Fastighet AB, dotterföretag till Masonite AB:s tidigare ägare  Byggma ASA. I maj 2012 såldes maskinparken till en tillverkare av träfiberplattor i Thailand.